# Mozilla Composer
Mozilla Composer是Mozilla Application Suite的自由及開放原始碼軟體的所見即所得HTML編輯器，用於建立和編輯網頁、電子郵件和文字檔。
Linspire贊助了Nvu的發展，這是一個Mozilla Composer的獨立版本，它包含了階層式樣式表支持和Disruptive Innovations（页面存档备份，存于）軟件公司的其他改進。
Nvu的首席開發人員丹尼爾·格拉次曼於2006年9月15日宣布，他已經停止了Nvu的開發，並且正在開發繼任者，它是從頭開始編寫的，基於Gecko 1.9和XULRunner。一個社群推動的分支KompoZer，負責維護Nvu代碼庫並修復錯誤，直到Nvu的繼任者被發布，格拉次曼的計畫叫做BlueGriffon。
SeaMonkey，由社群維護的Mozilla Suite繼任者，其中包含一個名為Composer的HTML編輯器，該編輯器是由Mozilla Composer程式碼開發。